# 洪暻
洪暻（？—？），清朝政治人物。

## 生平
嘉慶二十一年（1816年）任蘇松太道。